# 1월 31일
1월 31일은 그레고리력으로 31번째(윤년일 경우도 31번째) 날에 해당한다.

## 사건
- 314년 - 교황 실베스테르 1세가 교황 멜키아데를 계승하다.
- 1504년 - 프랑스가 나폴리를 아라곤 왕국에 할양하다.
- 1578년 - 젬블루 전투가 발발하다.
- 1606년 - 화약음모사건의 주모자 가이 포크스가 제임스 1세와 영국 의회에 대한 반역혐의로 처형되다.
- 1747년 - 런던의 록병원에서 세계 최초로 성병(venereal diseases)진료가 시작되다.
- 1801년 - 존 마셜이 연방 대법원장에 임명되다.
- 1812년 - 조선 평안도 가산군에서 홍경래의 난 발발. (음력으로는 1811년)
- 1951년 - 북조선의 부수상 겸 산업상 군사위원회 위원 겸 전선사령관 김책이 사령부 막사에서 갑작스럽게 사망하였다.
- 1952년 - 일본, 경찰예비대를 자위대로 개편. 일본 재무장 시작.
- 1955년 - 중국 국무원, <원자력의 평화적 이용의 연구를 위해 중국을 원조하는 소련의 제안에 관한 결의> 채택
- 1961년 - 장면 대한민국 국무총리가 민주당 탈당을 하고 무소속 전향.
- 1968년 - 나우루 독립.
- 1969년 - 천안 열차 추돌 사고
- 1972년 - 정병섭 자살 사건
- 2003년 - 아프가니스탄 칸다하르에서 폭탄 테러가 발생하여 18명이 사망하다. 이 중 다수가 미국인이었다.
- 2006년 - 경기도 용인시 등지에서 초등생 12명을 성폭행한 혐의를 받고있는 일명 용인 발바리 이득재(당시 38세)를 검거하였다.
- 2007년 -
  - 쿠바에서 카스트로의 병세가 악화된 것으로 알려졌다.
  - 미국의 공립학교에서 《요코 이야기》 수업이 마침내 중단되었다.
- 2009년 - 케냐 서부에서 주민들이 유조차에서 흘러나온 기름을 주워담던 중 화재가 발생, 최소 111명이 사망하고 수백명이 화상을 입었다.
- 2014년 - 전라남도 여수시 낙포동 낙포각 원유2부두에서 기름 600여톤이 유출되어 근해가 오염되었다.
- 2020년 - 영국이 유럽 연합을 탈퇴하였다.

## 문화
- 1996년 - 서태지와 아이들 해체.
- 2011년 - 순천완주고속도로의 순천 ~ 서남원 구간 개통.
- 2017년 - 그룹 아이오아이가 공식해체되었다.
- 2023년 - 판도라TV 서비스가 종료되었다.

## 탄생
- 877년 - 고려의 제1대 국왕 태조. (~943년)
- 1530년 - 일본 센고쿠 시대의 장수 오토모 소린. (~1587년)
- 1543년 - 일본 에도 막부의 제1대 쇼군 도쿠가와 이에야스. (~1616년)
- 1707년 - 영국왕 조지 2세의 장남인 웨일스 공 프레더릭. (~1751년)
- 1751년 - 프랑스의 화가, 장군 장 프랑수아 카르토. (~1813년)
- 1797년 - 오스트리아의 작곡가 프란츠 슈베르트. (~1828년)
- 1896년 - 미국의 영화배우 올리브 캐리. (~1988년)
- 1900년 - 미국의 미술가 베티 파슨스. (~1982년)
- 1902년 - 스웨덴의 정치인 알바 뮈르달. (~1986년)
- 1913년 - 일본의 야구 선수, 야구 지도자 하타후쿠 도시히데. (~1981년)
- 1919년 - 미국의 야구 선수 재키 로빈슨. (~1972년)
- 1921년 - 미국의 배우, 희극인, 가수, 댄서 캐럴 채닝. (~2019년)
- 1922년 - 미국의 배우 조앤 드루. (~1996년)
- 1929년 - 영국의 배우 진 시먼스. (~2010년)
- 1935년 - 일본의 작가 오에 겐자부로. (~2023년)
- 1937년 - 미국의 작곡가 필립 글래스.
- 1938년 - 네덜란드의 여왕 베아트릭스.
- 1939년 - 대한민국의 정치인 국창근.
- 1940년 - 미국의 영화배우 스튜어트 마골린. (~2022년)
- 1941년 - 미국의 영화배우 제시카 월터. (~2021년)
- 1947년 - 미국의 전 야구 선수 놀런 라이언.
- 1949년 - 미국의 작가, 사상가 켄 윌버.
- 1951년 - 대한민국의 기업인 원세훈.
- 1955년 - 대한민국의 시인, 소설가 장석주.
- 1956년 - 네덜란드의 프로그래머 귀도 반 로섬.
- 1960년 - 대한민국의 소설가 안재성.
- 1961년 - 대한민국의 배우 박영록.
- 1963년
  - 대한민국의 소설가 공지영.
  - 대한민국의 살인자, 강간범죄자 이춘재.
- 1964년
  - 일본의 정치인 마쓰이 이치로.
  - 미국의 록 밴드, 기타리스트 제프 한네만. (~2013년)
  - 일본의 배우 마야 미키.
- 1967년 - 중화민국의 영화배우 왕쭈셴.
- 1971년 - 대한민국의 배우 이영애.
- 1974년
  - 대한민국의 성우 전숙경.
  - 대한민국의 프로듀서 이윤정.
- 1976년 - 대한민국의 가수 추승엽.
- 1977년
  - 일본의 가수 카토리 싱고.
  - 미국의 배우 케리 워싱턴.
- 1978년 - 대한민국의 가수 김장원. (데이브레이크)
- 1979년
  - 독일의 스피드 스케이팅 선수 예니 볼프.
  - 대한민국의 배우 김이지.
  - 대한민국의 가수, 싱어송라이터 정민아.
  - 영국의 작가 대니얼 태멋.
- 1980년 - 대한민국의 배우 심이영.
- 1981년
  - 대한민국의 방송인 안소영.
  - 대한민국의 야구 선수 이양기.
  - 재일한국인의 야구 선수 모리모토 히초리.
  - 미국의 가수 저스틴 팀버레이크 (엔싱크).
  - 일본의 만화가 마츠이 유세이.
- 1983년 - 이탈리아의 축구 선수 파비오 콸리아렐라.
- 1984년 - 대한민국의 골프 선수 전상우.
- 1985년
  - 일본의 배우 나카호도 히토미.
  - 대한민국의 가수 박윤화.
- 1986년 - 대한민국의 성우 김용.
- 1987년
  - 대한민국의 가수 강유은.
  - 대한민국의 가수 황인선.
  - 대한민국의 전 배구 선수 이지혜.
  - 알제리의 축구 선수 압델무멘 자부.
- 1988년
  - 중화민국의 유도 선수 롄전링.
  - 독일의 축구 선수 시드니 샘.
  - 대한민국의 아프리카TV BJ, 유튜버 보겸.
- 1989년
  - 대한민국의 트로트 가수 금단비.
  - 대한민국의 아나운서 조민경.
- 1990년
  - 일본의 가수 야부 코타.
  - 대한민국의 성우, 유튜버 김보민.
- 1991년
  - 대한민국의 뮤지컬 배우 정종락.
  - 대한민국의 미스코리아 이슬기.
- 1992년
  - 중국의 배우 저우둥위.
  - 대한민국의 축구 선수 권경원.
  - 프랑스의 축구 선수 부나 사르.
  - 덴마크의 가수 크리스토퍼.
  - 대한민국의 전 스타크래프트 프로게이머 김동현.
- 1993년 - 대한민국의 양궁 선수 구본찬.
- 1994년
  - 대한민국의 뮤지컬 배우 홍준기.
  - 대한민국의 야구 선수 윤대영.
  - 대한민국의 야구 선수 윤형준.
  - 이더리움의 작가 비탈리크 부테린.
  - 대한민국의 배우, 모델 신지수.
  - 미국의 농구 선수 자밀 워니.
- 1995년
  - 대한민국의 축구 선수 김명진.
  - 일본의 성우 쿠보타 미유.
- 1996년 - 미국의 배우 조엘 코트니.
- 1997년 - 대한민국의 가수 미연 ((여자)아이들).
- 1998년
  - 대한민국의 전 야구 선수 박성민.
  - 대한민국의 래퍼 우석 (펜타곤).
  - 일본의 펜싱 선수 고마타 아키라.
- 1999년
  - 대한민국의 리그 오브 레전드 프로게이머 로치.
  - 대한민국의 가수 제인.
- 2000년
  - 대한민국의 수영 선수 한다경.
  - 아르헨티나의 축구 선수 훌리안 알바레스.
  - 브라질의 유도 선수 윌리앙 리마.
- 2001년 - 대한민국의 가수 진권 (뉴키드)
- 2002년 - 대한민국의 배우 홍예지.
- 2004년 - 대한민국의 리그 오브 레전드 프로게이머 제우스.
- 2006년 - 아르헨티나의 축구 선수 잔루카 프레스티아니.

### 미상
- 대한민국의 가수 Une.
- 대한민국의 가수, 작사가 Ralph.
- 대한민국의 가수 박선우.

## 사망
- 1606년 - 화약음모사건의 주모자 가이 포크스. (1570년~)
- 1840년
  - 조선의 가톨릭 순교자 권진이. (1819년~)
  - 조선의 가톨릭 순교자 박종원. (1793년~)
  - 조선의 가톨릭 순교자 홍병주. (1798년~)
  - 조선의 가톨릭 순교자 손소벽. (1801년~)
- 1944년 - 프랑스의 극작가, 소설가 장 지로두. (1882년~)
- 1951년 - 북조선의 군인 겸 정치인, 작곡가 김책. (1903년~)
- 1956년 - 영국의 소설가, 시인 A. A. 밀른. (1882년~)
- 1981년 - 스리랑카의 정치인 윌리엄 고팔라와. (1897년~)
- 1987년 - 대한민국의 군인 유원식. (1914년~)
- 1999년 - 대한민국의 정치인 김종길. (1921년~)
- 2015년
  - 일본의 언론인 고토 겐지. (1967년~)
  - 독일의 제6대 대통령 리하르트 폰 바이츠제커. (1920년~)
- 2016년 - 대한민국의 공무원 출신 정치가 이계익. (1937년~)
- 2017년
  - 대한민국의 정치인 강봉균. (1943년~)
  - 잉글랜드의 음악가 존 웨튼. (1949년~)
- 2018년 - 대한민국의 국악인 황병기. (1936년~)
- 2019년 - 대한민국의 기업인 김만제. (1934년~)
- 2020년 - 대한민국의 기업인 박연차. (1945년~)
- 2021년 - 베네수엘라의 정치인 더글라스 브라보. (1932년~)
- 2022년 - 미국의 영화배우 겸 마술사, 작가 칼턴 카펜터. (1926년~)
- 2023년
  - 대한민국의 농구 선수 김영희. (1963년~)
  - 대한민국의 법조인 김형기. (1929년~)
- 2024년
  - 대한민국의 공무원 이균범. (1934년~)
  - 대한민국의 교수 최창조. (1950년~)

## 기념일
- 독립기념일: 나우루
- 한국의 설날 - 1995년, 2014년, 2033년, 2071년

## 같이 보기
- 전날: 1월 30일 다음날: 2월 1일 - 전달: 12월 31일 다음달: 2월 28일(2월 29일)
- 모두 보기